# Les Roches-l'Évêque

Les Roches-l'Évêque este o comună în departamentul Loir-et-Cher, Franța. În 1 ianuarie 2022 avea o populație de 289 de locuitori.